# La Veu Punxaguda
La veu punxaguda («La veu punxeguda», en català normatiu) va ser una revista mensual, òrgan oficial de la Companyia Belluguet, que es publicà entre 1922 i 1928.
De format quartilla, el dibuix de la capçalera era de Lluís Masriera i es distribuïa per subscripció. La revista contenia les informacions relatives a l'agrupació teatral: textos, imatges o il·lustracions, la marxa dels assajos i les pròximes estrenes, les celebracions dels premis i dels aniversaris de les representacions, les reformes de la sala teatral o els esdeveniments familiars També reproduïa en fulletó alguns dels textos teatrals representats o de les conferències pronunciades pel seu director, i publicava les col·laboracions dels seus redactors, que sovint signaven amb un pseudònim inspirat en la literatura grega, convenientment deformat.

## L'equip de redacció i les seccions
La redacció estava formada per Lluís Masriera, director honorari, que habitualment firmava com el Noi de Llavaneres; Antoni Campins (Teofrasto) com a director de la revista; Joan Masriera (Filamon), cap de redactors, entre els quals figuren Xavier Campins (Pericles), Carme Garriga (Corina), Montserrat Garriga (Penélope), i també Writas (després El verd), Llasbert, Fureta, Pocasal, Pokakosa, Celimena, Ànima de Canti... Les diverses seccions eren: Assajos de renovació teatral (Cartes als Belluguets): el temps i l'ambient, l'escenografia i altres qüestions de formació teatral, Articles comprimits de ‘Divulgació literària’, Notes belluguetes, Punxades –amb informacions succintes i algunes concessions a l'humor...

## Període de publicació
La revista es publicà a Barcelona des del 19 de febrer de 1922 fins a l'octubre de 1924, en què va passar a editar-se a Llavaneres, almenys fins al desembre de 1928, i donà més d'una setantena de números. Malgrat que la periodicitat de la revista era mensual, de vegades alguns números aplegaven dos o tres mesos. Esplai, la publicació que al llarg de 1928 li havia fet de suplement trimestral, la substituí com a òrgan de la Companyia Belluguet.